# Brackets (trình soạn thảo văn bản)
Brackets là một trình soạn thảo mã nguồn dùng cho phát triển web. Được Adobe Inc. phát triển, Brackets là phần mềm miễn phí và mã nguồn mở được cấp phép theo giấy phép MIT và hiện đang được các nhà phát triển nguồn mở duy trì trên GitHub. Được viết bằng JavaScript, HTML và CSS, Brackets là một phần mềm đa nền tảng, có sẵn cho macOS, Windows và hầu hết các bản phân phối Linux. Chức năng chính của Brackets là chỉnh sửa HTML, CSS và JavaScript.
Vào ngày 4 tháng 11 năm 2014, Adobe đã công bố bản phát hành đầu tiên (1.0) của Brackets. Bản cập nhật này đã cải thiện tính năng gợi ý mã JavaScript và giới thiệu các tính năng mới như tổ hợp phím tắt tùy chỉnh. Khi phát hành phiên bản 1.0, Adobe công bố tính năng trích xuất thông tin thiết kế từ tệp PSD để thuận tiện cho việc viết mã trong CSS. Kể từ ngày 28 tháng 6 năm 2016, tính năng này chính thức ngừng hoạt động do lượng sử dụng thấp. Tuy nhiên, Extract vẫn có sẵn thông qua Photoshop và Dreamweaver, cả hai đều là một phần của dịch vụ trả phí Adobe Creative Cloud. Vào tháng 3 năm 2021, Adobe thông báo sẽ ngừng hỗ trợ Brackets vào ngày 1 tháng 9 năm 2021.
Dự án Brackets sau đó được chuyển giao để trở thành một dự án do cộng đồng làm chủ và định hướng.

## Lịch sử
Adobe lần đầu phát triển một trình soạn thảo văn bản dùng cho phát triển web trên Edge Code, công cụ này đã ngừng hoạt động kể từ tháng 11 năm 2014. Sau đó Adobe phát hành Adobe Brackets. Brackets hoàn thiện với đóng góp của hơn 282 cộng tác viên trong cộng đồng, và có hơn 400 yêu cầu sửa lỗi và các tính năng mới. Mỗi phiên bản của Brackets có hơn 100.000 lượt tải xuống và đây là dự án phổ biến thứ 16 trên GitHub tính đến ngày 16 tháng 1 năm 2015.